# Funktionsbausteinsprache
Die Funktionsbausteinsprache (Abkürzung FBS/C+) ist eine der fünf in der EN 61131-3 (IEC 61131-3) definierten Sprachen zur Programmierung von Speicherprogrammierbaren Steuerungen (SPS). Sie wird auch Funktionsplan (Abkürzung FUP) genannt (insbesondere bei Siemens Step7). Die grafisch orientierte Programmiersprache verwendet in ihrer Darstellung die Logiksymbole der Booleschen Algebra. Sie ist insbesondere für Verknüpfungssteuerungen geeignet.
Ihre CAD-Funktionalitäten erlauben das einfache Positionieren und Verbinden von Funktionen und Funktionsbausteinen und deren Variablen.
Hierzu gehört auch das FBD (Function Block Diagram / freiübersetzt: „Funktionsblock-Diagramm“). Während die FBS „nur die Wörter und ihre Bedeutung“ einschließt, ist das FBD für die „Verbildlichung“ und „Funktion“ zuständig.
Das FBD wird für das Schreiben von Programmen der SPS verwendet.
Ein FBD-Programm besteht aus folgenden grafischen Elementen:
- Verbindungen und Linien
- Variablen und Konstanten
- Funktionen und Funktionsbausteinen

Der Signalfluss eines FBD-Programms verläuft von links nach rechts. Die Abarbeitungsreihenfolge der Bausteine lässt sich individuell festlegen.
Beispiel: 100 zu WERT1 Addieren, Ergebnis auf ±10000 begrenzen und in WERT2 schreiben: